# Maike Tatzig
Maike Susan Tatzig (* 22. Juni 1973 in Minden) ist eine deutsche Fernsehmoderatorin und Fernsehproduzentin.

## Werdegang
Maike Tatzig absolvierte nach dem Abitur eine zweijährige Ausbildung zur Grafikdesignerin (Gestaltungstechnische Assistentin). Sie ließ sich außerdem in klassischem Gesang und Modern Dance ausbilden. Mit der Formation Art of Voice trat sie bei verschiedenen Feiern auf. Udo Jürgens engagierte sie 1997 für seine Städte-Tournee durch Deutschland, Österreich und die Schweiz, wo sie zusammen mit ihm jeweils das Duett Never give up sang. Danach war sie acht Monate Reiseleiterin auf der Calypso und gehörte auf der Astor zum festen Bestandteil des Show-Teams.
Für das Fernsehen entdeckt wurde sie in den Studios der Magic Media Company als Spieletechnikerin bei der Sendung Hast Du Töne?. Daraufhin moderierte sie 2000 das Anrufquiz Call-TV und ein halbes Jahr später bis Mitte 2001 Big Brother – Das Quiz, das nachts um 1 Uhr auf RTL II ausgestrahlt wurde (180 Folgen, zwei Staffeln, live). „Dank ihr blieben viele Zuschauer wochenlang täglich bis zwei Uhr wach“.
Im Jahr 2002 moderierte sie gemeinsam mit Hugo Egon Balder die Sendung Tanzmarathon (live).
Weitere Moderationen: Deep TV – Tauchmagazin (N24, acht Folgen) und Big Diet – Der Countdown (RTL II, zehn Folgen, live).
Tatzig entwickelte die Comedy-Improvisationssendung Schillerstraße (Sat.1, 2004–2007, 2009–2011), bei der sie auch ausführende Produzentin war. Von Ende September 2005 bis 2011 war sie dort auch als Nachfolgerin von Georg Uecker vor der Kamera als Spielleiterin tätig.
Maike Tatzig ist mit dem Fernsehproduzenten Marc Schubert verheiratet.

## Auszeichnungen
- 2004: Rose d’Or (Sonderpreis der Presse)
- 2005: Deutscher Comedypreis (beste Comedy)
- 2005: Deutscher Fernsehpreis (beste Comedyshow)
- 2006: Radio Regenbogen Award (beste Comedy)
- 2006: Goldene Romy (beste Programmidee)